# Solenophora purpusii
Solenophora purpusii är en tvåhjärtbladig växtart som beskrevs av Townshend Stith Brandegee. Solenophora purpusii ingår i släktet Solenophora och familjen Gesneriaceae. Inga underarter finns listade i Catalogue of Life.